# Кімон
Кімон (грец. Κίμων, 504 до н. е., Афіни — 449 до н. е., Кітіон, Кіпр) — афінський полководець, стратег, що одержав значні перемоги під час греко-перських війн (при Еврімедонті, 469 до н. е.). Політичний суперник Фемістокла і Перікла.
Кімон був сином славетного афінського полководця Мільтіада та дочки фракійського царя Олори. З юних років воював проти персів, виявивши неабиякі військові здібності.

Обраний стратегом у 478—477 до н. е., брав участь разом з Арістідом в організації Делоського союзу. У 476—475 до н. е., будучи стратегом, здобув фортецю Ейон (Фракія), зайняв о. Скірос. Ці перемоги усталили політичне становище Кімона, який став володарем олігархічної угруповання (виступала проти демократизації державного ладу Афін) і політичним суперником Фемістокла, потім Перикла.
У 469 до н. е. здобув великі перемоги над персами у Малій Азії (захопив багато міст в Карії і Лікії, розбив персів біля гирла р. Еврімедонт). У 468 до н. е. витіснив персів з півострова Херсонесу фракійського. У 466—465 до н. е. придушив повстання союзників проти Афін на островах Наксос і Тасос.
Кімон був палким лаконофілом і у зовнішній політиці орієнтувався на Спарту. У 464 до н. е. наполіг на наданні допомоги Спарті в боротьбі з повсталих мессенцями. Однак спартанці з недовірою поставилися до афінського загону, тому він був відкликаний. У 461 до н. е. був підданий остракізму, тобто вигнанню з Афін. Близько 456 до н. е. повернувся в Афіни, знову брав участь у воєнних діях проти персів. У 449 до н. е. очолив морську експедицію проти персів, заволодів островом Кіпр, проте загинув під час облоги міста Кітіон. Перед битвою він наказав своїм офіцерам, у випадку його смерті, зберігати цей факт у таємниці. Вислів «Και Νεκρος Ενικα» («Навіть мертвий він переміг») стосується Кімона.
Біографію Кімона виклали Плутарх та Корнелій Непот. Силует Кімона зображено на емблемі футбольного клуба «АЕК» з Ларнаки.

## Життя

### Молоді роки
Кімон народився в афінській знаті в 510 році до нашої ери. Він був членом клану Філаїд, з деми Лакіад (Лакіадай). Його дідом був Кімон Коалем, який здобув три олімпійські перемоги на своїй чотириконній колісниці та був убитий синами Пісістрата. Його батьком був знаменитий афінський полководець Мільтіад, а мати — Гегесипіла, дочка фракійського царя Олора і родичка історика Фукідіда.
Коли Кімон був юнаком, його батько був оштрафований на 50 талантів після звинувачення афінської держави у зраді. Оскільки Мільтіад не міг дозволити собі заплатити цю суму, його посадили у в'язницю, де він і помер у 489 році до нашої ери. Кімон успадкував цей борг і, за словами Діодора, частину невідбутого покарання свого батька, щоб отримати його тіло для поховання. Як голова свого господарства, він також повинен був піклуватися про свою сестру або зведену сестру Елпініце. За словами Плутарха, багатий Калліас скористався цією ситуацією, запропонувавши сплатити борги Кімона за руку Елпініки. Сімон погодився.
Кімон в юності мав репутацію розпусного, сильно пияка, тупого й невишуканого; було помічено, що за цією останньою характеристикою він був більше схожий на спартанця, ніж на афінянина.

### Шлюб
Неодноразово кажуть, що Сімон був одружений або іншим чином був пов'язаний зі своєю сестрою чи зведеною сестрою Елпінікою (яка сама мала репутацію сексуальної розпущеності) до шлюбу з Калліасом, хоча це може бути спадщиною простого політичного наклепу. Пізніше він одружився з Ізодікою, онукою Мегакла і членом родини Алкмеонідів. Їхніми першими дітьми були хлопчики-близнюки, на ім'я Лакедемоній (який став афінським полководцем) і Елей. Їхнім третім сином був Фессал (який став політиком).

### Військова кар'єра
Під час битви при Саламіні Кімон відзначився своєю хоробрістю. Він згадується як член посольства, відправленого до Спарти в 479 році до нашої ери.
У період між 478 р. до н. е. і 476 р. до н. е. ряд грецьких морських міст навколо Егейського моря не захотіли знову підкорятися перському контролю і запропонували свою вірність Афінам через Арістіда на Делосі. Там вони сформували Делійську лігу (також відому як Конфедерація Делоса), і було погоджено, що Кімон буде їхнім головним командиром. Як стратег, Кімон керував більшістю операцій Ліги до 463 р. до н. е. У цей період він і Арістід вигнали спартанців під керівництвом Павсанія з Візантії.
Кімон також захопив Ейон на Стримоні у перського полководця Богеса. Інші прибережні міста області підкорилися йому після Ейона, за винятком Доріска. У 476 році до нашої ери він захопив Скірос, вигнав піратів, які там базувалися, і зажадав аби місцеві мешканці віддали останки Тесея, який за переказами загинув саме на цьому острові. Втім, могила героя, якщо і існувала колись, до того часу не збереглася. Довелося шукати на острові кістки великого розміру, і коли був знайдений відповідний скелет, його оголосили тесеєвим. Останки урочисто перенесли до Афін, поховали на агорі — головній площі міста, а над могилою звели святилище (Тесейон).

### Битва на Еврімедонті
Кімон приймає командування грецьким флотом.
Близько 466 р. до н. е. Кімон переніс війну проти Персії в Малу Азію і рішуче переміг персів у битві при Еврімедонті на річці Еврімедон в Памфілії. Сухопутні та морські війська Кімона захопили перський табір і знищили або захопили весь перський флот із 200 трієр, укомплектованих фінікійцями. І він заснував поблизу афінську колонію під назвою Амфіполь з 10 000 поселенців. Тоді багато нових союзників Афін було залучено до Делійської ліги, наприклад, торгове місто Фаселіс на кордоні Лікії та Памфілії.
Серед деяких істориків існує думка, що, перебуваючи в Малій Азії, Кімон уклав переговори про мир між Лігою та персами після своєї перемоги в битві при Еврімедонті. Це може допомогти пояснити, чому мир Каллія, укладений його зятем у 450 р. до н. е., іноді називають миром Кімона, оскільки зусилля Каллія могли призвести до поновлення попереднього договору Кімона. Він добре служив Афінам під час перських воєн і, за словами Плутарха: «У всіх якостях, яких вимагає війна, він був повністю рівний Фемістоклу та своєму власному батькові Мільтіаду».

### Фракійський Херсонес
Після успіхів у Малій Азії Кімон переїхав до фракійської колонії Херсонес. Там він підпорядкував місцеві племена і припинив повстання тасів між 465 р. до н. е. і 463 р. до н. е. Тасос повстав з Делійської ліги через торгове суперництво з внутрішніми районами Фракії і, зокрема, через володіння золотими копальнями. Афіни під керівництвом Кімона взяли в облогу Тасос після того, як афінський флот розгромив флот Тасоса. Ці дії викликали у нього ворожнечу Стесімброта з Тасоса (джерело, яке використовував Плутарх у своїх працях про цей період грецької історії).

### Суд за хабарництво
Попри ці успіхи, Перикл переслідував Кімона за нібито отримання хабарів від Олександра I Македонського. Під час судового процесу Кімон сказав: «Я ніколи не був афінським посланцем у жодному багатому королівстві. Натомість я пишався, беручи до уваги спартанців, чию ощадливу культуру я завжди наслідував. Це доводить, що я не бажаю особистого багатства Скоріше, я люблю збагачувати нашу націю здобиччю наших перемог». В результаті Елпініка переконала Перікла не бути занадто різким у своїй критиці її брата. Кімон був зрештою виправданий.

### Повстання ілотів у Спарті
Кімон був проксеносом Спарти в Афінах, він рішуче відстоював політику співпраці між двома державами. Відомо, що він настільки любив Спарту, що одного зі своїх синів назвав Лакедемонієм. У 462 році до нашої ери Кімон шукав підтримки громадян Афін, щоб надати допомогу Спарті. Хоча Ефіальт стверджував, що Спарта була суперником Афін за владу і її слід залишити напризволяще, точка зору Кімона переважила. Потім Кімон повів 4000 гоплітів на гору Ітодом, щоб допомогти спартанській аристократії впоратися з великим повстанням її ілотів. Однак ця експедиція закінчилася приниженням для Кімона та для Афін, коли, побоюючись, що афіняни в кінцевому підсумку перейдуть на бік ілотів, Спарта відправила війська назад до Аттики.

### Вигнання

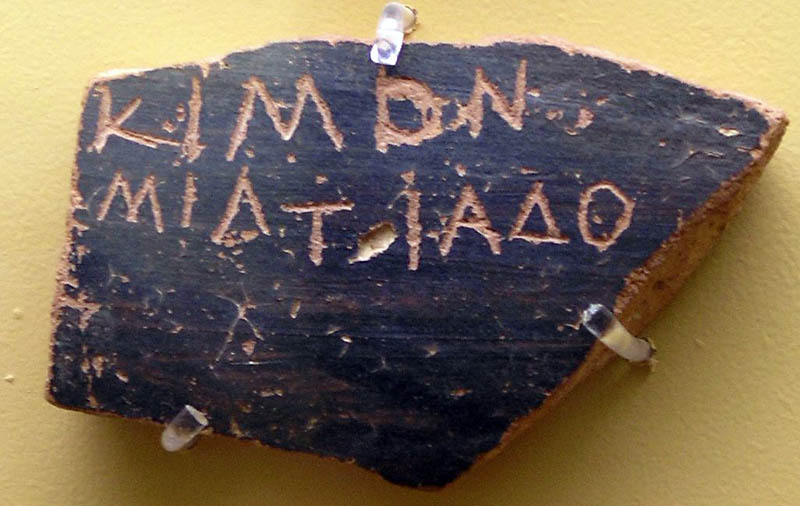
Острака з іменем Кімона, Археологічний музей Афінської агори

Шматки розбитої кераміки (Остракон) як знаки для голосування за остракізм. Номіновані особи — Перикл, Кімон та Арістід, кожен зі своїм по батькові (зверху вниз).
Ця образлива відсіч спричинила крах популярності Кімона в Афінах. В результаті він був вигнаний з Афін на десять років, починаючи з 461 року до нашої ери. Потім реформатор Ефіальт очолив управління Афінами та, за підтримки Перікла, зменшив владу Афінської ради Ареопагу (наповненої колишніми архонтами і таким чином оплотом олігархії).
Влада була передана громадянам, тобто Раді п'ятисот, Зборам і народним судам. Деякі з політики Кімона були змінені, включаючи його про-спартанську політику та його спроби миру з Персією. Збереглося багато остраків, що мають його ім'я; один зі злобним написом: «Кімон, син Мільтіада, і Елпініка також» (його гордовита сестра).
У 458 році до нашої ери Кімон намагався повернутися до Афін, щоб допомогти боротьбі проти Спарти в Танагрі, але отримав відмову.

### Повернення
Зрештою, близько 451 року до нашої ери, Кімон повернувся до Афін. Хоча йому не дозволили повернутися до того рівня влади, який він колись мав, він зміг домовитися від імені Афін про п'ятирічне перемир'я зі спартанцями. Пізніше, коли перський флот рухався проти повсталого Кіпру, Кімон запропонував експедицію для боротьби з персами. Він заручився підтримкою Перікла і відплив на Кіпр з двома сотнями трієр Делійського союзу. Звідти він відправив шістдесят кораблів під керівництвом адмірала Харітіміда до Єгипту, щоб допомогти єгипетському повстанню Інаросу в дельті Нілу. Кімон використав решту кораблів для допомоги повстанню кіпрських грецьких міст-держав.

### Відбудова Афін
Завдяки своїм численним військовим подвигам і грошей, отриманих через Деліський союз, Кімон фінансував багато будівельних проєктів в Афінах. Ці проєкти були дуже потрібні для відновлення після знищення Ахеменідами Афін. Він наказав розширити Акрополь і стіни навколо Афін, а також побудувати громадські дороги, сквери та багато політичних будівель.

### Смерть на Кіпрі
У 449 р. до н. е. Кімон обложив фінікійську та перську фортецю Сітіум на південно-західному узбережжі Кіпру; він помер під час або невдовзі після невдалої спроби. Однак його смерть трималася в таємниці від афінської армії, яка згодом здобула важливу перемогу над персами під його «командуванням» під Саламіном на Кіпрі. Пізніше його поховали в Афінах, де в його пам'ять встановлено пам'ятник.

## Історичне значення
Під час його значної популярності та впливу в Афінах внутрішня політика Кімона була постійно антидемократичною, і ця політика в кінцевому підсумку зазнала невдачі. Його успіх і тривалий вплив прийшли від його військових досягнень і його зовнішньої політики, остання ґрунтувалася на двох принципах: постійний опір перській агресії та визнання того, що Афіни повинні бути панівною морською державою в Греції, а Спарта — панівною сухопутною державою. Перший принцип допоміг гарантувати, що пряма перська військова агресія проти Греції по суті припинилася; останнє, ймовірно, значно відстрочило початок Пелопоннеської війни.